# Phân công quốc tế mới về lao động
Trong kinh tế, phân công quốc tế mới về lao động là kết quả của toàn cầu hóa. Thuật ngữ này được đặt ra bởi các nhà lý luận tìm cách giải thích sự chuyển dịch không gian của các ngành công nghiệp sản xuất từ các nước tư bản tiên tiến sang các nước đang phát triển -tái tổ chức địa lý liên tục của sản xuất, tìm thấy nguồn gốc của nó trong những ý tưởng về phân công lao động toàn cầu. Không gian phân công lao động xảy ra khi quá trình sản xuất không còn giới hạn trong nền kinh tế quốc gia. Dưới phân công quốc tế "cũ" về lao động, cho đến khi khoảng năm 1970, khu vực kém phát triển được sáp nhập vào nền kinh tế thế giới chủ yếu là nhà cung cấp khoáng sản và nông sản. Tuy nhiên, khi nền kinh tế đang phát triển được sáp nhập vào nền kinh tế thế giới, sản xuất nhiều hơn diễn ra trong các nền kinh tế.
Điều này đã dẫn đến một xu hướng chuyển giao còn được gọi là "sự thay đổi công nghiệp toàn cầu ", trong đó quy trình sản xuất được chuyển từ các nước phát triển (Mỹ, Châu Âu và Nhật Bản) sang các nước đang phát triển ở châu Á (như Trung Quốc, Việt Nam và Ấn Độ) và Mỹ La Tinh. Điều này là do các công ty tìm kiếm các địa điểm với giá rẻ nhất để sản xuất và lắp ráp các thành phần, vì vậy chi phí ngành cần nhiều lao động của quá trình sản xuất được chuyển sang các nước đang phát triển nơi có chi phí thấp hơn đáng kể. Các công ty làm như vậy bằng cách tận dụng giao thông vận tải và công nghệ thông tin liên lạc, cũng như phân mảnh và tính linh hoạt về vị trí của sản xuất. Từ năm 1953 đến cuối những năm 1990, tỷ trọng sản lượng sản xuất thành phẩm của các nền kinh tế công nghiệp phát triển giảm từ 95% đến 77% và các nền kinh tế đang phát triển nhiều hơn gấp bốn lần từ 5% đến 23%.